# Asielzoekers en illegale immigratie op Malta
Nadat Malta in 2004 toetrad tot de Europese Unie kreeg deze eilandstaat ook te maken met een grote toestroom van asielzoekers en illegale immigranten die hoopten langs deze route een verblijfsvergunning te krijgen voor een van de Europese staten, evenals het nabijgelegen Italiaanse eiland Lampedusa dat al sinds de jaren 90 hiermee kampte.
Tot dusver had Malta vooral de vruchten geplukt van het florerend toerisme, maar begin 21e eeuw werd het ook een reisdoel van bootvluchtelingen. Dit leidde tot grote veranderingen en volgens de regering tot een ware noodtoestand.
Op Lampedusa of op de Canarische eilanden kwamen weliswaar veel meer illegale bootvluchtelingen aan land dan in Malta, maar die konden door de autoriteiten worden overgebracht naar het vasteland van Italië en Spanje, terwijl Malta niet over een achterland beschikt en al overbevolkt zou zijn: met zijn 400.000 inwoners is het het dichtstbevolkte land van de Europese Unie. De regering had onvoldoende middelen om de opvang goed te regelen en diverse malen keer braken immigranten uit de gesloten en door het leger beheerde opvangcentra, uit woede om de slechte leefomstandigheden.
Xenofobie en racisme in de Maltese samenleving zouden daardoor zijn toegenomen, evenals het aantal gevallen van geweldpleging jegens immigranten. Van plaatselijke geestelijken die vluchtelingen hielpen en klaagden over racisme, werden de auto's in brand gestoken en een asieladvocate en twee journalisten die met begrip over immigranten hadden geschreven, kregen in 2005 een brandbom tegen de gevel van hun huis.